# Болгария на летних Олимпийских играх 2016
Болгария на летних Олимпийских играх 2016 года была представлена 50 спортсменами в 14 видах спорта. Знаменосцем сборной Болгарии на церемонии открытия Игр стала чемпионка Европы 2012 года в беге на 100 метров легкоатлетка Ивет Лалова-Коллио, а на церемонии закрытия — гимнастка Михаэла Маевска, ставшая в составе группы бронзовым призёром в групповом многоборье. По итогам соревнований на счету болгарских спортсменов было 1 серебряная и 2 бронзовые медали, что позволило сборной Болгарии занять 65-е место в неофициальном медальном зачёте.

## Медали
| Серебро | |                                                           |            |
| №       | Спортсмены                                                                                          | Вид спорта (дисциплина)                                   | Дата       |
| 1       | Мирела Демирева                                                                                     | Лёгкая атлетика (прыжки в высоту, женщины)                | 20 августа |
| Бронза  | |                                                           |            |
| №       | Спортсмены                                                                                          | Вид спорта (дисциплина)                                   | Дата       |
| 1       | Елица Янкова                                                                                        | Борьба (вольная, до 48 кг, женщины)                       | 17 августа |
| 2       | Любомира Казанова Ренета Камберова Михаэла Маевска-Величкова Цветелина Найденова Христиана Тодорова | Художественная гимнастика (групповое многоборье, женщины) | 21 августа |

## Состав сборной
Академическая гребля
1. Георгий Божилов
2. Кристиан Василев

 Бадминтон
1. Линда Зечири
2. Габриэла Стоева
3. Стефани Стоева

 Бокс
1. Даниел Асенов
2. Симеон Чамов
3. Станимира Петрова

 Борьба
Вольная борьба
1. Михаил Ганев
2. Владимир Дубов
3. Димитар Кумчев
4. Георгий Иванов
5. Борислав Новачков
6. Мими Христова
7. Тайбе Юсеин
8. Елица Янкова

Греко-римская борьба
1. Даниэль Александров
2. Николай Байряков
3. Элис Гури

Велоспорт
 Шоссейный велоспорт
1. Стефан Христов

Гребля на байдарках и каноэ
 Гребля на гладкой воде
1. Мирослав Кирчев
2. Ангел Кодинов

 Дзюдо
1. Янислав Герчев
2. Ивайло Иванов

 Лёгкая атлетика
1. Румен Димитров
2. Георгий Иванов
3. Тихомир Иванов
4. Митко Ценов
5. Георгий Цонов
6. Сильвия Данекова
7. Мирела Демирева
8. Ивет Лалова-Коллио
9. Радослава Мавродиева
10. Милица Мирчева
11. Габриэла Петрова

 Плавание
1. Венцислав Айдарски
2. Александар Николов
3. Нина Рангелова

 Стрельба
1. Самуил Донков
2. Антон Ризов
3. Антоанета Бонева

 Теннис
1. Григор Димитров
2. Цветана Пиронкова

 Фехтование
1. Панчо Пасков

 Художественная гимнастика
1. Квота 1
2. Квота 2
3. Квота 3
4. Квота 4
5. Квота 5
6. Квота 6

## Результаты соревнований

### Академическая гребля
В следующий раунд из каждого заезда проходят несколько лучших экипажей (в зависимости от дисциплины). В отборочный заезд попадают спортсмены, выбывшие в предварительном раунде. В финал A выходят 6 сильнейших экипажей, остальные разыгрывают места в утешительных финалах B-F.
Мужчины
| Соревнование  | Спортсмены                       | Предварительный заезд | Предварительный заезд | Предварительный заезд | Отборочный заезд | Отборочный заезд | Отборочный заезд | Четвертьфинал | Четвертьфинал | Четвертьфинал | Полуфинал | Полуфинал | Полуфинал | Финал   | Финал   | Итоговое место |
| Соревнование  | Спортсмены                       | Заезд                 | Время                 | Место                 | Заезд            | Время            | Место            | Заезд         | Время         | Место         | Заезд     | Время     | Место     | Время   | Место   | Итоговое место |
| ------------- | -------------------------------- | --------------------- | --------------------- | --------------------- | ---------------- | ---------------- | ---------------- | ------------- | ------------- | ------------- | --------- | --------- | --------- | ------- | ------- | -------------- |
| двойки парные | Георгий Божилов Кристиан Василев | 2                     | 6:44,31               | 4                     | 1                | 6:20,56          | 2 Q              | не проводится | не проводится | не проводится | 1         | 6:47,00   | 6 QB      | Финал B | Финал B | 9              |
| двойки парные | Георгий Божилов Кристиан Василев | 2                     | 6:44,31               | 4                     | 1                | 6:20,56          | 2 Q              | не проводится | не проводится | не проводится | 1         | 6:47,00   | 6 QB      | 7:00,85 | 3       | 9              |

### Бадминтон
Одиночный разряд
| Соревнование | Спортсмены   | Групповой этап | Групповой этап | Групповой этап | 1/8 финала | 1/4 финала | 1/2 финала | Финал | Итоговое место |
| Соревнование | Спортсмены   | 1 матч         | 2 матч         | Место          | 1/8 финала | 1/4 финала | 1/2 финала | Финал | Итоговое место |
| ------------ | ------------ | -------------- | -------------- | -------------- | ---------- | ---------- | ---------- | ----- | -------------- |
| женщины      | Линда Зечири | Группа         | Группа         | Группа         |            |            |            |       |                |
| женщины      | Линда Зечири |                |                |                |            |            |            |       |                |

Парный разряд
| Соревнование | Спортсмены                     | Групповой этап | Групповой этап | Групповой этап | Групповой этап | 1/4 финала | 1/2 финала | Финал | Итоговое место |
| Соревнование | Спортсмены                     | 1 матч         | 2 матч         | 3 матч         | Место          | 1/4 финала | 1/2 финала | Финал | Итоговое место |
| ------------ | ------------------------------ | -------------- | -------------- | -------------- | -------------- | ---------- | ---------- | ----- | -------------- |
| женщины      | Габриэла Стоева Стефани Стоева | Группа         | Группа         | Группа         | Группа         |            |            |       |                |
| женщины      | Габриэла Стоева Стефани Стоева |                |                |                |                |            |            |       |                |

### Бокс
Квоты, завоёванные спортсменами являются именными. Если от одной страны путёвки на Игры завоюют два и более спортсмена, то право выбора боксёра предоставляется национальному Олимпийскому комитету. Соревнования по боксу проходят по системе плей-офф. Для победы в олимпийском турнире боксёру необходимо одержать либо четыре, либо пять побед в зависимости от жеребьёвки соревнований. Оба спортсмена, проигравшие в полуфинальных поединках, становятся обладателями бронзовых наград.
Мужчины
| Категория | Спортсмены    | Первый раунд            | Второй раунд       | Четвертьфинал      | Полуфинал          | Финал              | Место |
| Категория | Спортсмены    | Соперник Результат      | Соперник Результат | Соперник Результат | Соперник Результат | Соперник Результат | Место |
| --------- | ------------- | ----------------------- | ------------------ | ------------------ | ------------------ | ------------------ | ----- |
| до 52 кг  | Даниел Асенов |                         |                    |                    |                    |                    |       |
| до 69 кг  | Симеон Чамов  | TURОнур Шипал (6) В 3:0 | THAС. Ади :        |                    |                    |                    |       |

Женщины
| Категория | Спортсмены        | Первый раунд       | Четвертьфинал      | Полуфинал          | Финал              | Место |
| Категория | Спортсмены        | Соперник Результат | Соперник Результат | Соперник Результат | Соперник Результат | Место |
| --------- | ----------------- | ------------------ | ------------------ | ------------------ | ------------------ | ----- |
| до 51 кг  | Станимира Петрова |                    |                    |                    |                    |       |

### Борьба
В соревнованиях по борьбе, как и на предыдущих трёх Играх, будет разыгрываться 18 комплектов наград. По 6 у мужчин в вольной и греко-римской борьбе и 6 у женщин в вольной борьбе. Турнир пройдёт по олимпийской системе с выбыванием. В утешительный раунд попадают участники, проигравшие в своих поединках будущим финалистам соревнований. Каждый поединок состоит из двух раундов по 3 минуты, победителем становится спортсмен, набравший большее количество технических очков. По окончании схватки, в зависимости от результатов спортсменам начисляются классификационные очки.
Первые три олимпийских лицензии болгарские борцы завоевали по итогам чемпионата мира 2015 года, причём в каждом из видов борьбы была завоёвана только одна путёвка на Игры.
Мужчины
Вольная борьба
| Соревнование | Спортсмены        | Первый раунд       | 1/8 финала         | Четвертьфинал      | Полуфинал          | Финал              | Место |
| Соревнование | Спортсмены        | Соперник Результат | Соперник Результат | Соперник Результат | Соперник Результат | Соперник Результат | Место |
| ------------ | ----------------- | ------------------ | ------------------ | ------------------ | ------------------ | ------------------ | ----- |
| до 57 кг     | Владимир Дубов    |                    |                    |                    |                    |                    |       |
| до 65 кг     | Борислав Новачков |                    |                    |                    |                    |                    |       |
| до 74 кг     | Георгий Иванов    |                    |                    |                    |                    |                    |       |
| до 86 кг     | Михаил Ганев      |                    |                    |                    |                    |                    |       |
| до 125 кг    | Димитар Кумчев    |                    |                    |                    |                    |                    |       |

Греко-римская борьба
На Играх в Рио-де-Жанейро Николай Байряков стартовал сразу со второго раунда соревнований в категории до 85 кг, где уверенно победил алжирца Адема Буджемлина. Однако уже в четвертьфинале соперником болгарина стал действующий чемпион мира и Европы, а также первый номер мирового рейтинга, украинец Жан Беленюк. По ходу поединка преимущество украинца росло с каждой минутой и завершилось его победой уже в первом периоде. Тем не менее после поражения Байряков не завершил выступление на турнире, а продолжил борьбу за бронзовую награду. В полуфинале утешительного турнира болгарский борец в упорном поединке одолел египтянина Ахмеда Отмана. В матче за третье место Байряков уступил белорусскому борцу Джавиду Гамзатову и занял итоговое 5-е место.
| Соревнование | Спортсмены          | Первый раунд       | 1/8 финала                 | Четвертьфинал            | Полуфинал              | Финал                     | Место |
| Соревнование | Спортсмены          | Соперник Результат | Соперник Результат         | Соперник Результат       | Соперник Результат     | Соперник Результат        | Место |
| ------------ | ------------------- | ------------------ | -------------------------- | ------------------------ | ---------------------- | ------------------------- | ----- |
| до 75 кг     | Даниэль Александров |                    |                            |                          |                        |                           |       |
| до 85 кг     | Николай Байряков    | не участвовал      | ALGА. Буджемлин В 3:0 (PO) | UKRЖ. Беленюк П 1:4 (SP) | Утешительный турнир    | Утешительный турнир       | 5     |
| до 85 кг     | Николай Байряков    | не участвовал      | ALGА. Буджемлин В 3:0 (PO) | UKRЖ. Беленюк П 1:4 (SP) | EGYА. Отман В 3:1 (PP) | BLRД. Гамзатов П 1:3 (PP) | 5     |
| до 98 кг     | Элис Гури           |                    |                            |                          |                        |                           |       |

Женщины
Вольная борьба
| Соревнование | Спортсмены    | Первый раунд       | 1/8 финала         | Четвертьфинал      | Полуфинал          | Финал              | Место |
| Соревнование | Спортсмены    | Соперник Результат | Соперник Результат | Соперник Результат | Соперник Результат | Соперник Результат | Место |
| ------------ | ------------- | ------------------ | ------------------ | ------------------ | ------------------ | ------------------ | ----- |
| до 48 кг     | Елица Янкова  |                    |                    |                    |                    |                    |       |
| до 58 кг     | Мими Христова |                    |                    |                    |                    |                    |       |
| до 63 кг     | Тайбе Юсеин   |                    |                    |                    |                    |                    |       |

### Велоспорт

#### Шоссейный велоспорт
Мужчины
| Соревнование    | Спортсмены     | Время | Место | Отставание |
| --------------- | -------------- | ----- | ----- | ---------- |
| групповая гонка | Стефан Христов | DNF   | DNF   | DNF        |

### Водные виды спорта

#### Плавание
В следующий раунд на каждой дистанции проходят спортсмены, показавшие лучший результат, независимо от места, занятого в своём заплыве.
Мужчины
| Дистанция                 | Спортсмены         | Предварительный раунд | Предварительный раунд | Предварительный раунд | Полуфинал            | Полуфинал            | Полуфинал            | Финал                | Финал                |
| Дистанция                 | Спортсмены         | Заплыв                | Результат             | Место                 | Заплыв               | Результат            | Место                | Результат            | Место                |
| ------------------------- | ------------------ | --------------------- | --------------------- | --------------------- | -------------------- | -------------------- | -------------------- | -------------------- | -------------------- |
| 100 метров вольным стилем | Александар Николов | 3                     | 50,08                 | 41                    | завершил выступление | завершил выступление | завершил выступление | завершил выступление | завершил выступление |

Открытая вода
| Дистанция     | Спортсмены         | Результат | Место | Отставание |
| ------------- | ------------------ | --------- | ----- | ---------- |
| 10 километров | Венцислав Айдарски |           |       |            |

Женщины
| Дистанция                 | Спортсмены     | Предварительный раунд | Предварительный раунд | Предварительный раунд | Полуфинал             | Полуфинал             | Полуфинал             | Финал                 | Финал                 |
| Дистанция                 | Спортсмены     | Заплыв                | Результат             | Место                 | Заплыв                | Результат             | Место                 | Результат             | Место                 |
| ------------------------- | -------------- | --------------------- | --------------------- | --------------------- | --------------------- | --------------------- | --------------------- | --------------------- | --------------------- |
| 100 метров вольным стилем | Нина Рангелова | 3                     | 55,71                 | 31                    | завершила выступление | завершила выступление | завершила выступление | завершила выступление | завершила выступление |
| 200 метров вольным стилем | Нина Рангелова | 3                     | 1:58,57               | 22                    | завершила выступление | завершила выступление | завершила выступление | завершила выступление | завершила выступление |

### Гимнастика

#### Художественная гимнастика
На мировом первенстве 2015 года Невяна Владинова смогла попасть в десятку сильнейших по итогам индивидуального многоборья. Этот результат принёс болгарской сборной лицензию на участие в индивидуальном многоборье.
Женщины
На Олимпийских играх Владинова уверенно преодолела квалификационный раунд в многоборье, набрав 70,966 баллов, что позволило занять 6-е место. В финале наиболее успешно болгарская гимнастка выступила в упражнении с булавами, показав 4-й результат среди финалисток, однако невысокие результаты по итогам остальных упражнений позволили Владиновой занять лишь итоговое 7-е место с отставанием от ставшей бронзовым призёром украинки Анны Ризатдиновой 2,850 балла. При этом в финале итоговый результат Невяны (70,733) оказался меньше, чем в квалификации.
| Соревнование              | Спортсмены                                                                                          | Квалификация | Квалификация | Финал  | Финал |
| Соревнование              | Спортсмены                                                                                          | Очки         | Место        | Очки   | Место |
| ------------------------- | --------------------------------------------------------------------------------------------------- | ------------ | ------------ | ------ | ----- |
| индивидуальное многоборье | Невяна Владинова                                                                                    | 70,966       | 6 Q          | 70,733 | 7     |
| групповое многоборье      | Любомира Казанова Ренета Камберова Михаэла Маевска-Величкова Цветелина Найденова Христиана Тодорова | 34,182       | 7 Q          | 35,766 | 3     |

### Гребля на байдарках и каноэ

#### Гребля на гладкой воде
Соревнования по гребле на байдарках и каноэ на гладкой воде проходят в лагуне Родригу-ди-Фрейташ, которая находится на территории города Рио-де-Жанейро. В каждой дисциплине соревнования проходят в три этапа: предварительный раунд, полуфинал и финал.
Мужчины
| Соревнование                   | Спортсмены      | Предварительный раунд | Предварительный раунд | Предварительный раунд | Полуфинал | Полуфинал | Полуфинал | Финал | Финал | Итоговое место |
| Соревнование                   | Спортсмены      | Заплыв                | Время                 | Место                 | Заплыв    | Время     | Место     | Время | Место | Итоговое место |
| ------------------------------ | --------------- | --------------------- | --------------------- | --------------------- | --------- | --------- | --------- | ----- | ----- | -------------- |
| байдарки-одиночки, 1000 метров | Мирослав Кирчев |                       |                       |                       |           |           |           |       |       |                |
| каноэ-одиночки, 200 метров     | Ангел Кодинов   |                       |                       |                       |           |           |           |       |       |                |
| каноэ-одиночки, 1000 метров    | Ангел Кодинов   |                       |                       |                       |           |           |           |       |       |                |

### Дзюдо
Соревнования по дзюдо проводились по системе с выбыванием. В утешительные раунды попадали спортсмены, проигравшие полуфиналистам турнира. Два спортсмена, одержавших победу в утешительном раунде, в поединке за бронзу сражались с дзюдоистами, проигравшими в полуфинале.
Мужчины
| Категория | Спортсмены     | 1/32 финала        | 1/16 финала              | 1/8 финала                  | Четвертьфинал           | Полуфинал                  | Финал                | Место |
| Категория | Спортсмены     | Соперник Результат | Соперник Результат       | Соперник Результат          | Соперник Результат      | Соперник Результат         | Соперник Результат   | Место |
| --------- | -------------- | ------------------ | ------------------------ | --------------------------- | ----------------------- | -------------------------- | -------------------- | ----- |
| до 60 кг  | Янислав Герчев | не участвовал      | TPEЦзай Минянь В 110:000 | GEOА. Папинашвили П 000:100 | завершил выступление    | завершил выступление       | завершил выступление | 9     |
| до 81 кг  | Ивайло Иванов  | не участвовал      | NEDФ. де Вит В 110:000   | KORЛи Сын Су В 010:000      | USAТ. Стивенс П 000:100 | Турнир за 3-е место        | Турнир за 3-е место  | 7     |
| до 81 кг  | Ивайло Иванов  | не участвовал      | NEDФ. де Вит В 110:000   | KORЛи Сын Су В 010:000      | USAТ. Стивенс П 000:100 | ITAМ. Маркончини П 000:100 | завершил выступление | 7     |

### Лёгкая атлетика
Мужчины
Беговые дисциплины
| Дисциплина                         | Спортсмен   | Предварительный раунд | Предварительный раунд | Предварительный раунд | Четвертьфиналы | Четвертьфиналы | Четвертьфиналы | Полуфиналы    | Полуфиналы    | Полуфиналы    | Финал | Финал |
| Дисциплина                         | Спортсмен   | Забег                 | Время                 | Место                 | Забег          | Время          | Место          | Забег         | Время         | Место         | Время | Место |
| ---------------------------------- | ----------- | --------------------- | --------------------- | --------------------- | -------------- | -------------- | -------------- | ------------- | ------------- | ------------- | ----- | ----- |
| бег на 3000 метров с препятствиями | Митко Ценов |                       |                       |                       | не проводится  | не проводится  | не проводится  | не проводится | не проводится | не проводится |       |       |

Технические дисциплины
| Дисциплина      | Спортсмен      | Квалификация | Квалификация | Финал     | Финал |
| Дисциплина      | Спортсмен      | Результат    | Место        | Результат | Место |
| --------------- | -------------- | ------------ | ------------ | --------- | ----- |
| тройной прыжок  | Румен Димитров |              |              |           |       |
| тройной прыжок  | Георгий Цонов  |              |              |           |       |
| прыжок в высоту | Тихомир Иванов |              |              |           |       |
| толкание ядра   | Георгий Иванов |              |              |           |       |

Женщины
Беговые дисциплины
| Дисциплина                         | Спортсмен          | Предварительный раунд | Предварительный раунд | Предварительный раунд | Четвертьфиналы | Четвертьфиналы | Четвертьфиналы | Полуфиналы    | Полуфиналы    | Полуфиналы    | Финал | Финал |
| Дисциплина                         | Спортсмен          | Забег                 | Время                 | Место                 | Забег          | Время          | Место          | Забег         | Время         | Место         | Время | Место |
| ---------------------------------- | ------------------ | --------------------- | --------------------- | --------------------- | -------------- | -------------- | -------------- | ------------- | ------------- | ------------- | ----- | ----- |
| бег на 100 метров                  | Ивет Лалова-Коллио |                       |                       |                       |                |                |                |               |               |               |       |       |
| бег на 200 метров                  | Ивет Лалова-Коллио |                       |                       |                       |                |                |                |               |               |               |       |       |
| бег на 3000 метров с препятствиями | Сильвия Данекова   |                       |                       |                       | не проводится  | не проводится  | не проводится  | не проводится | не проводится | не проводится |       |       |

Шоссейные дисциплины
| Дисциплина | Спортсмен      | Время | Место | Отставание |
| ---------- | -------------- | ----- | ----- | ---------- |
| марафон    | Милица Мирчева |       |       |            |

Технические дисциплины
| Дисциплина      | Спортсмен            | Квалификация | Квалификация | Финал     | Финал |
| Дисциплина      | Спортсмен            | Результат    | Место        | Результат | Место |
| --------------- | -------------------- | ------------ | ------------ | --------- | ----- |
| тройной прыжок  | Мирела Демирева      |              |              |           |       |
| прыжок в высоту | Радослава Мавродиева |              |              |           |       |
| толкание ядра   | Габриэла Петрова     |              |              |           |       |

### Стрельба
В январе 2013 года Международная федерация спортивной стрельбы приняла новые правила проведения соревнований на 2013—2016 года, которые, в частности, изменили порядок проведения финалов. Во многих дисциплинах спортсмены, прошедшие в финал, теперь начинают решающий раунд без очков, набранных в квалификации, а финал проходит по системе с выбыванием. Также в финалах после каждого раунда стрельбы из дальнейшей борьбы выбывает спортсмен с наименьшим количеством баллов. В скоростном пистолете решающие поединки проходят по системе попал-промах. В стендовой стрельбе добавился полуфинальный раунд, где определяются по два участника финального матча и поединка за третье место.
Мужчины
| Соревнование                          | Спортсмены    | Квалификация | Квалификация | Полуфинал     | Полуфинал     | Финал                | Финал                |
| Соревнование                          | Спортсмены    | Результат    | Место        | Результат     | Место         | Соперник/ Результат  | Место                |
| ------------------------------------- | ------------- | ------------ | ------------ | ------------- | ------------- | -------------------- | -------------------- |
| пневматическая винтовка, 10 метров    | Антон Ризов   | 617,3        | 42           | не проводится | не проводится | завершил выступление | завершил выступление |
| винтовка лёжа, 50 метров              | Антон Ризов   |              |              | не проводится | не проводится |                      |                      |
| винтовка из трёх положений, 50 метров | Антон Ризов   |              |              | не проводится | не проводится |                      |                      |
| пневматический пистолет, 10 метров    | Самуил Донков | 572          | 34           | не проводится | не проводится | завершил выступление | завершил выступление |
| пистолет, 50 метров                   | Самуил Донков | 541          | 32           | не проводится | не проводится | завершил выступление | завершил выступление |

Женщины
| Соревнование                       | Спортсмены       | Квалификация | Квалификация | Полуфинал     | Полуфинал     | Финал                 | Финал                 |
| Соревнование                       | Спортсмены       | Результат    | Место        | Результат     | Место         | Соперник/ Результат   | Место                 |
| ---------------------------------- | ---------------- | ------------ | ------------ | ------------- | ------------- | --------------------- | --------------------- |
| пневматический пистолет, 10 метров | Антоанета Бонева | 371          | 41           | не проводится | не проводится | завершила выступление | завершила выступление |
| пистолет, 25 метров                | Антоанета Бонева | 583          | 5 Q          | 11            | 8             | завершила выступление | завершила выступление |

### Теннис
Соревнования пройдут на кортах олимпийского теннисного центра. Теннисные матчи будут проходить на кортах с твёрдым покрытием DecoTurf, на которых также проходит и Открытый чемпионат США.
Мужчины
| Соревнование     | Спортсмены      | 1/32 финала                | 1/16 финала          | 1/8 финала           | Четвертьфинал        | Полуфинал            | Финал                | Место                |
| Соревнование     | Спортсмены      | Соперник Результат         | Соперник Результат   | Соперник Результат   | Соперник Результат   | Соперник Результат   | Соперник Результат   | Место                |
| ---------------- | --------------- | -------------------------- | -------------------- | -------------------- | -------------------- | -------------------- | -------------------- | -------------------- |
| одиночный разряд | Григор Димитров | CROМ. Чилич (9) П 1:6, 4:6 | Завершил выступление | Завершил выступление | Завершил выступление | Завершил выступление | Завершил выступление | Завершил выступление |

Женщины
| Соревнование     | Спортсмены        | 1/32 финала                    | 1/16 финала           | 1/8 финала            | Четвертьфинал         | Полуфинал             | Финал                 | Место                 |
| Соревнование     | Спортсмены        | Соперник Результат             | Соперник Результат    | Соперник Результат    | Соперник Результат    | Соперник Результат    | Соперник Результат    | Место                 |
| ---------------- | ----------------- | ------------------------------ | --------------------- | --------------------- | --------------------- | --------------------- | --------------------- | --------------------- |
| одиночный разряд | Цветана Пиронкова | GERЛ. Зигемунд П 6:1, 4:6, 2:6 | Завершила выступление | Завершила выступление | Завершила выступление | Завершила выступление | Завершила выступление | Завершила выступление |

### Фехтование
В индивидуальных соревнованиях спортсмены сражаются три раунда по три минуты, либо до того момента, как один из спортсменов нанесёт 15 уколов. В командных соревнованиях поединок идёт 9 раундов по 3 минуты каждый, либо до 45 уколов. Если по окончании времени в поединке зафиксирован ничейный результат, то назначается дополнительная минута до «золотого» укола.
Мужчины
| Соревнование         | Спортсмены        | 1/32 финала        | 1/16 финала                | 1/8 финала             | Четвертьфинал        | Полуфинал            | Финал                | Место |
| Соревнование         | Спортсмены        | Соперник Результат | Соперник Результат         | Соперник Результат     | Соперник Результат   | Соперник Результат   | Соперник Результат   | Место |
| -------------------- | ----------------- | ------------------ | -------------------------- | ---------------------- | -------------------- | -------------------- | -------------------- | ----- |
| индивидуальная сабля | Панчо Пасков (31) | не проводится      | RUSА. Якименко (2) В 15:14 | GERМ. Сабо (18) П 6:15 | завершил выступление | завершил выступление | завершил выступление | 16    |

## Допинг
- 19 ноября 2015 года международная федерация тяжёлой атлетики на встрече в Хьюстоне приняла решение отстранить сборную Болгарии от участия в Играх, из-за многочисленных нарушений антидопинговых правил[4]. Федерация тяжёлой атлетики обжаловала это решение в спортивном арбитражном суде в Лозанне[5]. 29 января 2016 года было объявлено, что решение международной федерации тяжёлой атлетики об отстранении остаётся в силе[6].